# Averara
Averara (Vréra en dialecte bergamasque) est une commune italienne de la province de Bergame dans la région Lombardie en Italie. Elle est située dans la vallée de la rivière Brembo (Val Brembana).

## Histoire
Le premier document témoignant de l'existence du village date de l'an 917, ce dernier faisant mention d'un habitant de la région d'Abrara. Le territoire d'Averara était plus étendu qu'aujourd'hui puisqu'il englobait le territoire des actuels villages de Cassiglio, Cusio, Olmo al Brembo, Ornica et Santa Brigida.
La ville eu un rôle discret durant la période médiévale car elle était la dernière traversée par la Via Mercatorum, une ancienne route commerciale, qui menait en Valteline, région contrôlée par les Grisons. Le village, alors frontalier à un autre état, fut doté de douanes et de deux tours de guet à des fins préventives. La construction de la Via Priula entre 1592 et 1593, une route qui commence à Olmo al Brembo, fit diminuer par la suite l'importance du trafic sur la Via Mercatorum.
Lors du XVIIIe siècle, le territoire d'Averara fut redécoupé en plusieurs communes donnant naissance aux communes limitrophes.
Averara fut sous contrôle vénitien de 1428 à 1796. La ville passa sous occupation française puis, bien que sous influence française, attribuée à la République cisalpine de 1797 à 1799 et de 1800 à 1802. En 1802 la République cisalpine devint la République italienne, jusqu'en 1805, puis royaume d'Italie de 1805 à 1814. La Lombardie, à l'issue du Congrès de Vienne, est rattachée à la Vénétie et devient un état dépendant de l'empire d'Autriche. En 1859, le royaume de Piémont-Sardaigne, futur royaume d'Italie, s’empare de la Lombardie mettant fin à la présence autrichienne dans la vallée du Brembo.
Depuis les cinq dernières décennies le village connait un phénomène de dépeuplement dû au vieillissement de la population.

## Administration
| Période                                  | Période | Identité | Étiquette | Qualité |
| ---------------------------------------- | ------- | -------- | --------- | ------- |
|                                          |         |          |           |         |
| Les données manquantes sont à compléter. |         |          |           |         |

### Hameaux
- Costa
- Redivo-Valle
- Valmoresca

### Communes limitrophes
Albaredo per San Marco, Bema, Gerola Alta, Mezzoldo, Olmo al Brembo, Santa Brigida